# 武夷学院
武夷学院是位于中国福建省武夷山市的一所全日制本科大学。

## 历史
武夷学院的前身为成立于1958年的南平师范高等专科学校。期间曾多次变更校名，在文化大革命期间曾废校。1979年恢复建制，2003年迁入武夷山市今址。
2007年5月28日，武夷学院正式成立，成为闽北地区的第一所本科院校。全国人大常委会委员长吴邦国为学院题写校名。

## 学部设置
至2021年，该校下设有15个系（部），分别为茶与食品学院、生态与资源工程学院、艺术学院、旅游学院、人文与教师教育学院、机电工程学院、土木工程与建筑学院、数学与计算机学院、商学院、现代信息服务学院、玉山健康管理学院、海峡成功学院、继续教育学院、马克思主义学院、体育课教学部，下设有43个本科专业。